# 马纳恰纳卢尔
马纳恰纳卢尔（Manachanallur），是印度泰米尔纳德邦Tiruchirappalli县的一个城镇。总人口21503（2001年）。

## 人口
该地2001年总人口21503人，其中男性10622人，女性10881人；0—6岁人口2390人，其中男1260人，女1130人；识字率74.27%，其中男性为80.17%，女性为68.50%。